# Hôtel de ville d'Oulu
L'Hôtel de ville d'Oulu (finnois : Oulun kaupungintalo) est un bâtiment situé à dans le quartier de Pokkinen à Oulu en Finlande.

## Histoire
Le bâtiment conçu par Johan Erik Stenberg (fi) dans un style néo-Renaissance est construit en 1886 pour servir d'hôtel-restaurant Seurahuone. Le troisième niveau est ajouté en 1920 selon les plans de Oiva Kallio.
Certains changements de cette époque seront défaits pendant la restauration de 1978-1982.
Les portes par exemple, retrouvent leur position initiale.
Le conseil municipal se réunit dans le bâtiment depuis le 21 décembre 1920 et la mairie y fonctionne depuis le 7 janvier 1931.

## Galerie

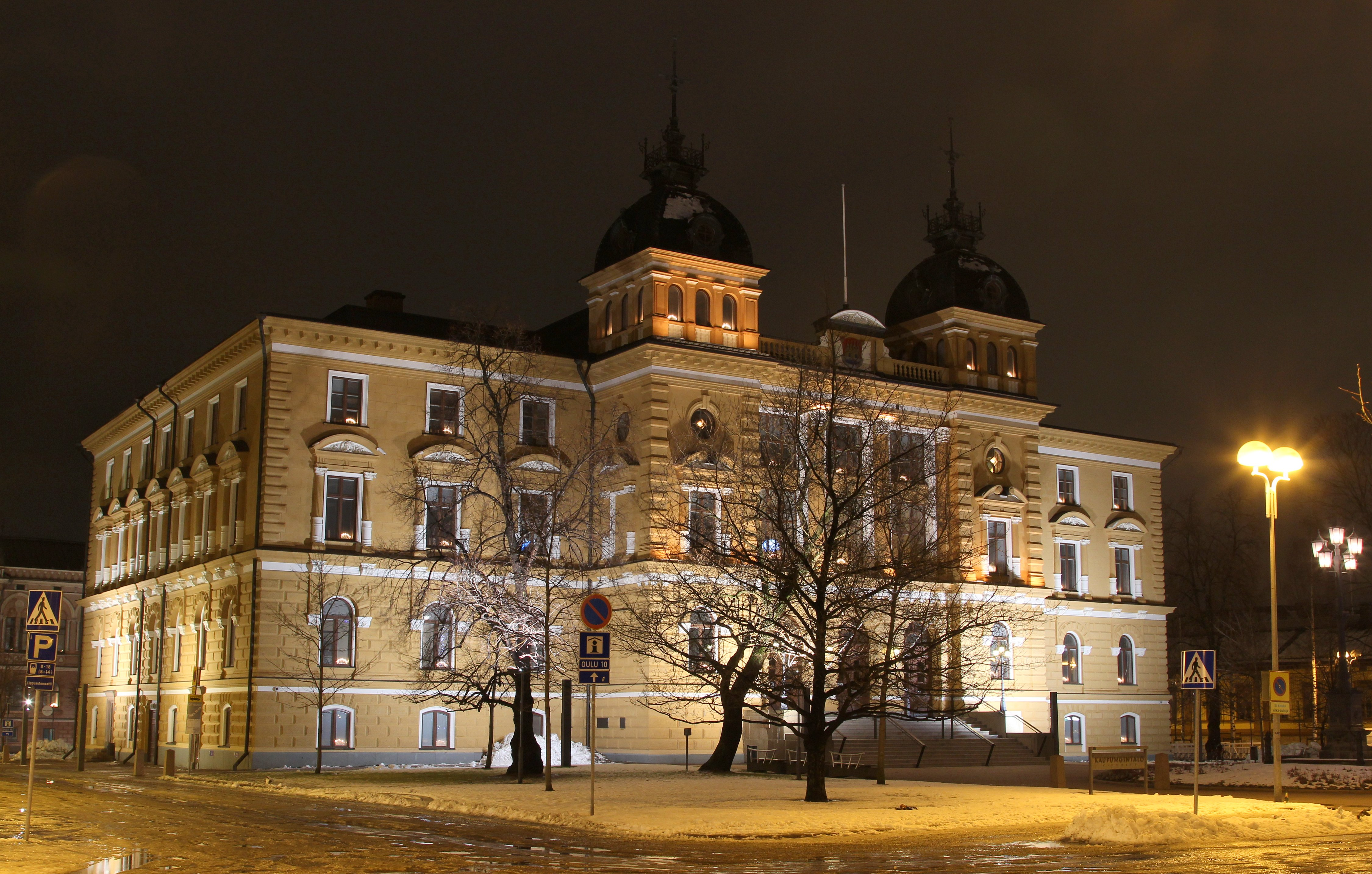
La façade.
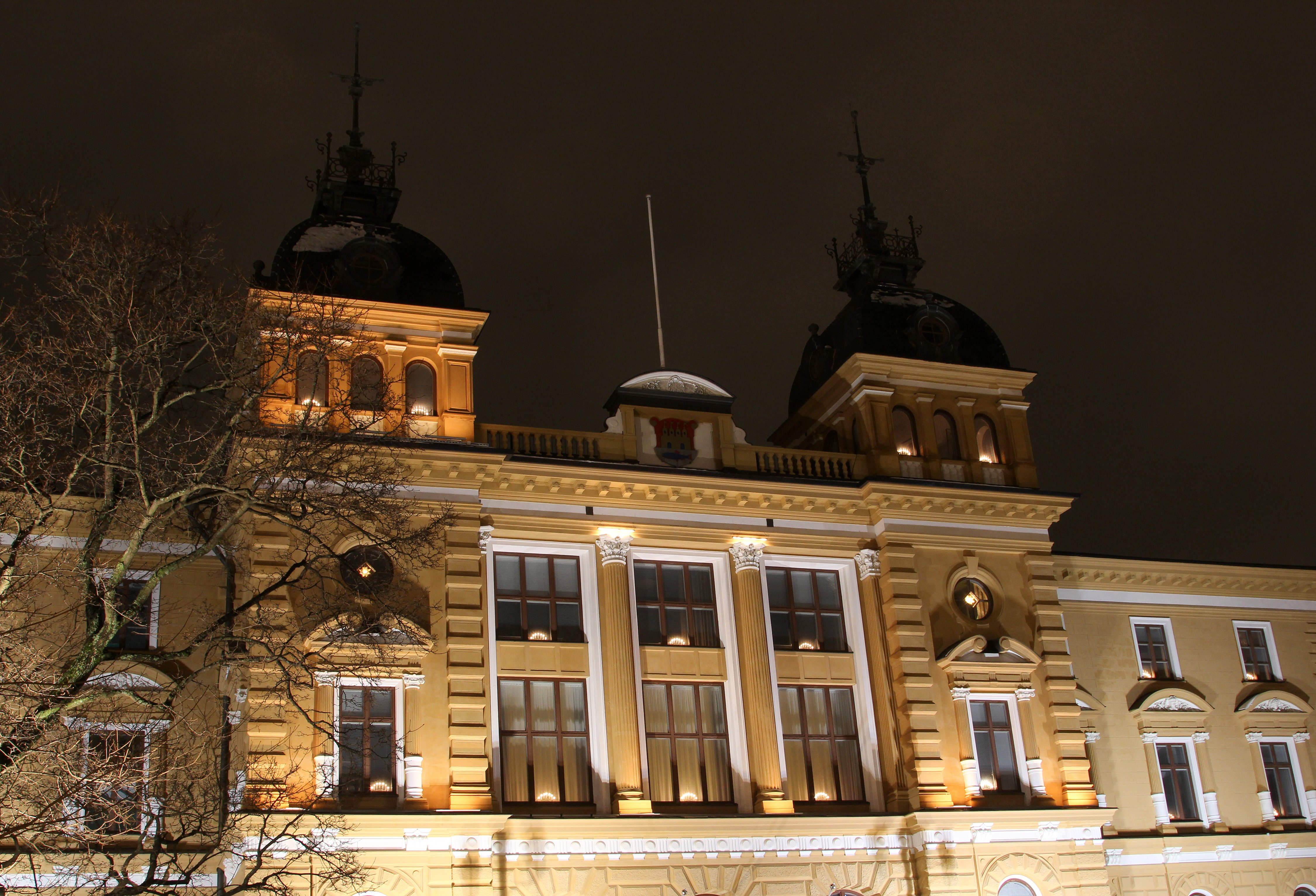
La façade.
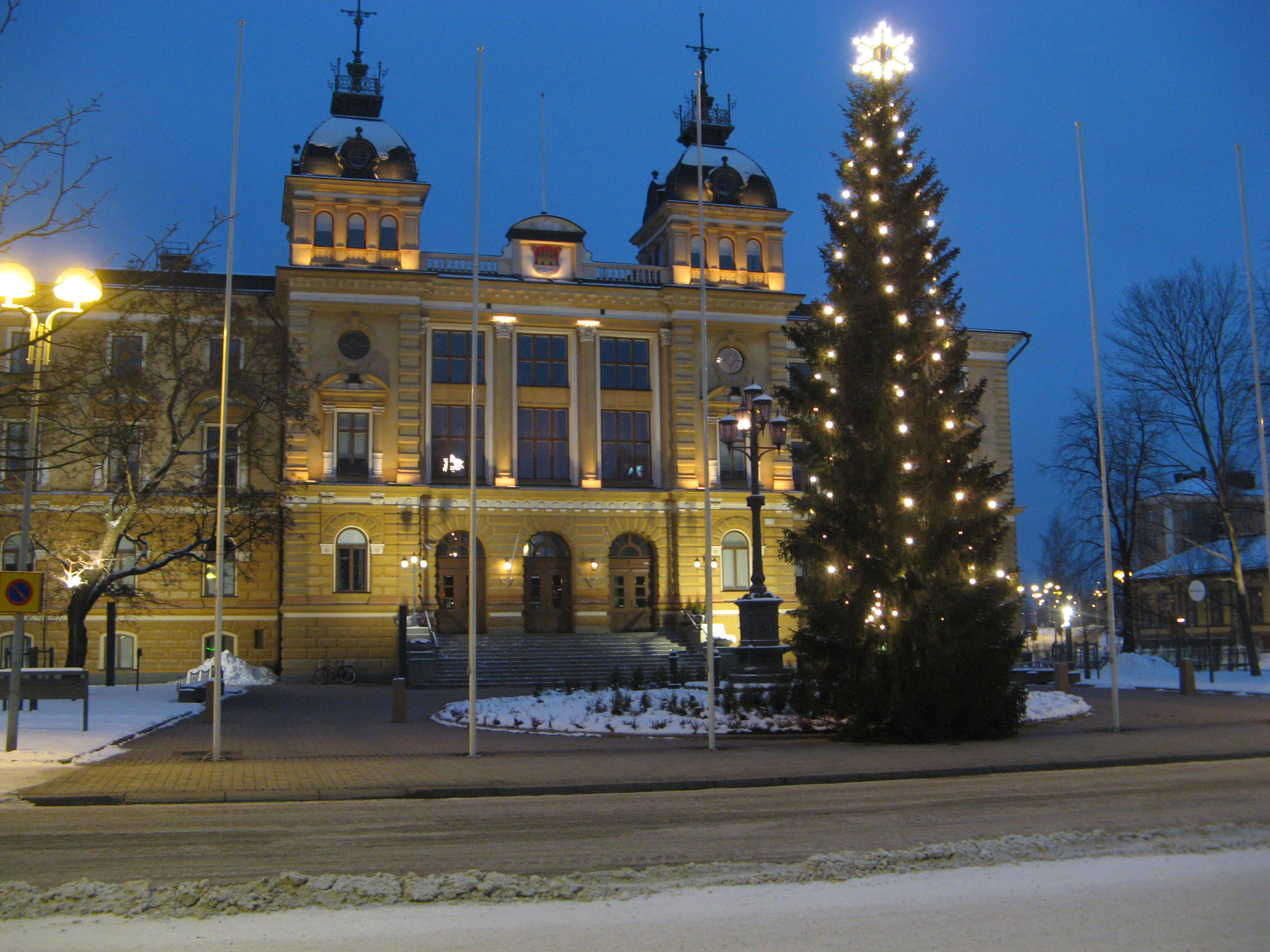
La façade.
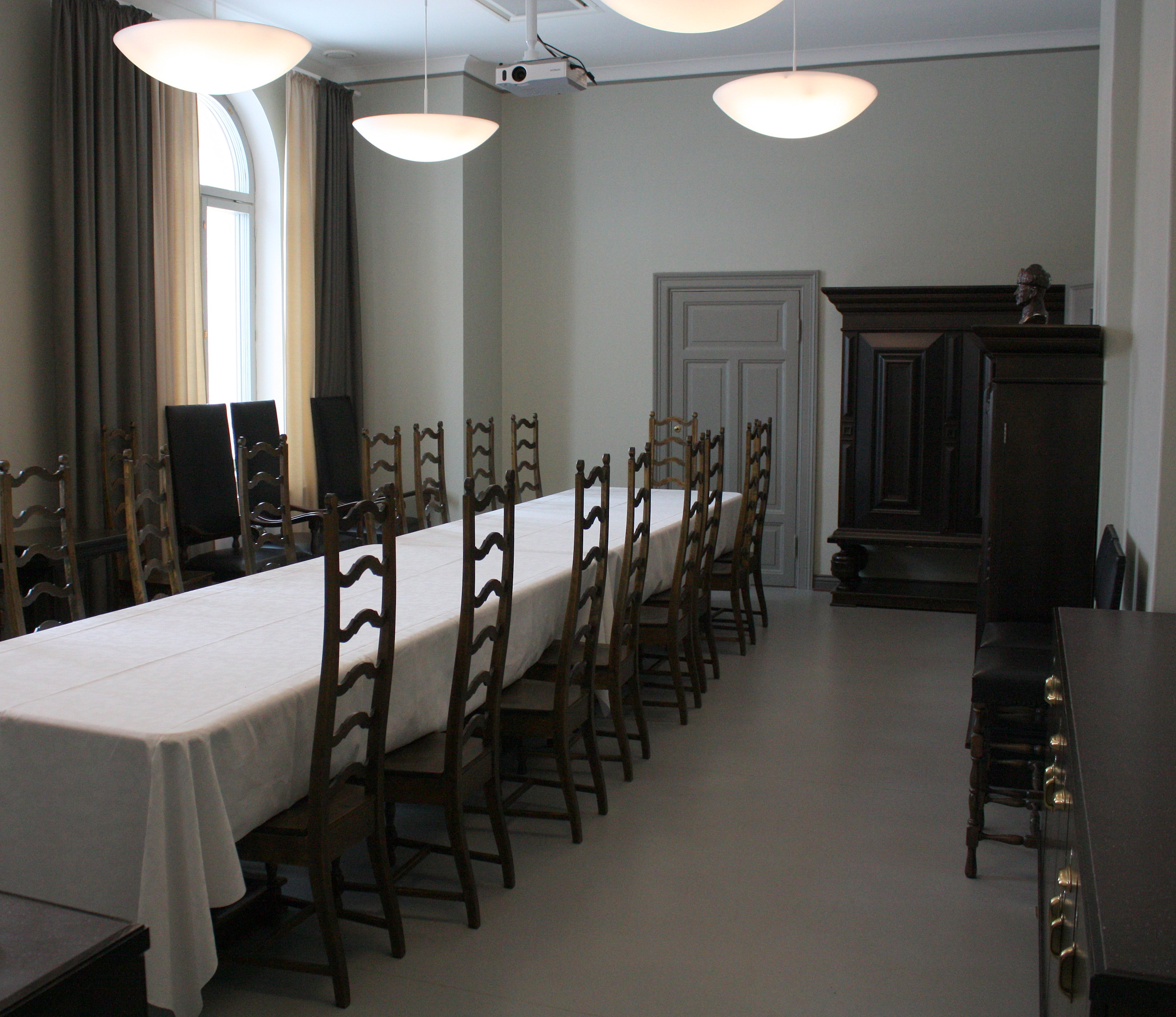
Salle de réunion.
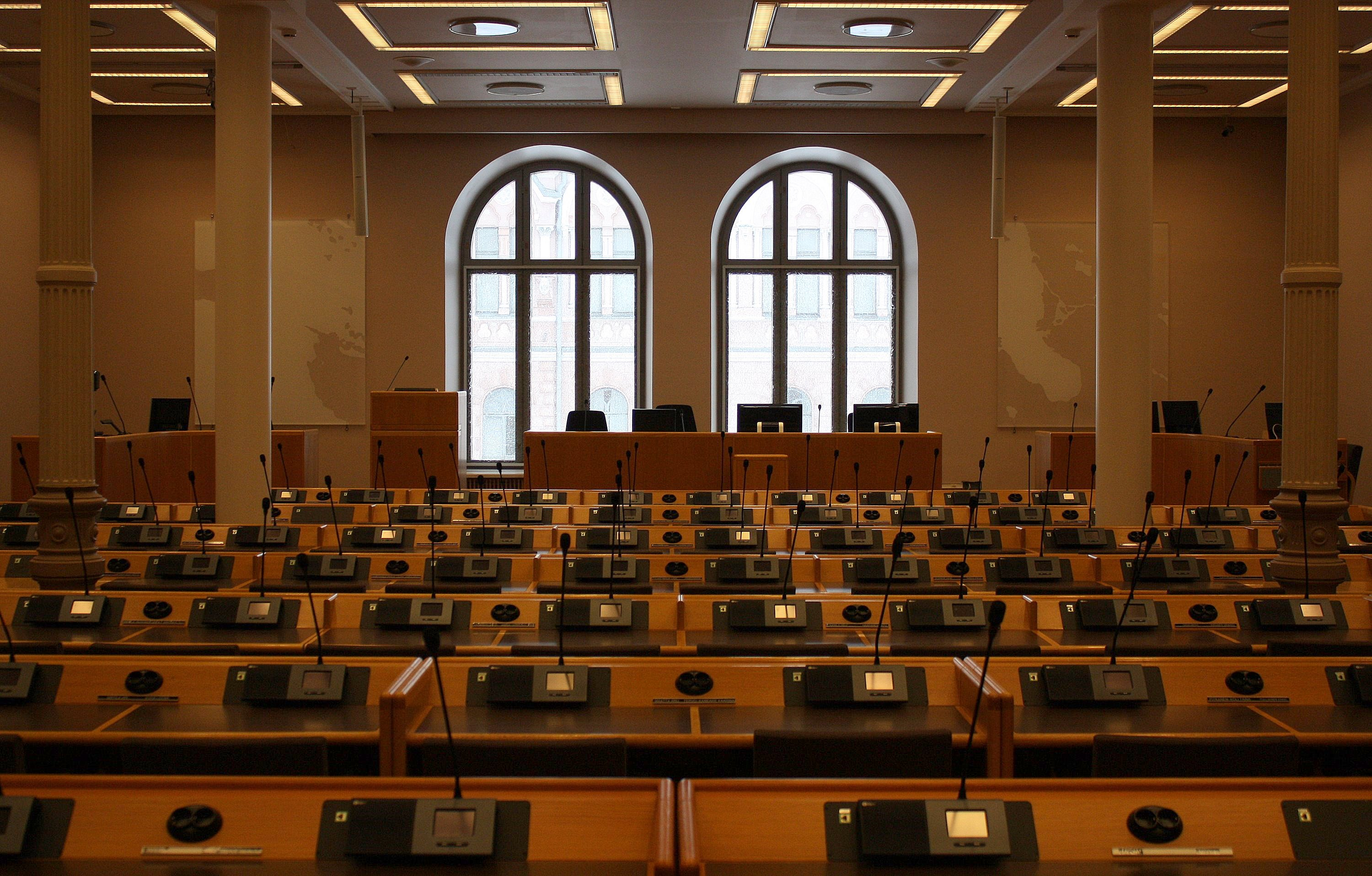
Salle du conseil.
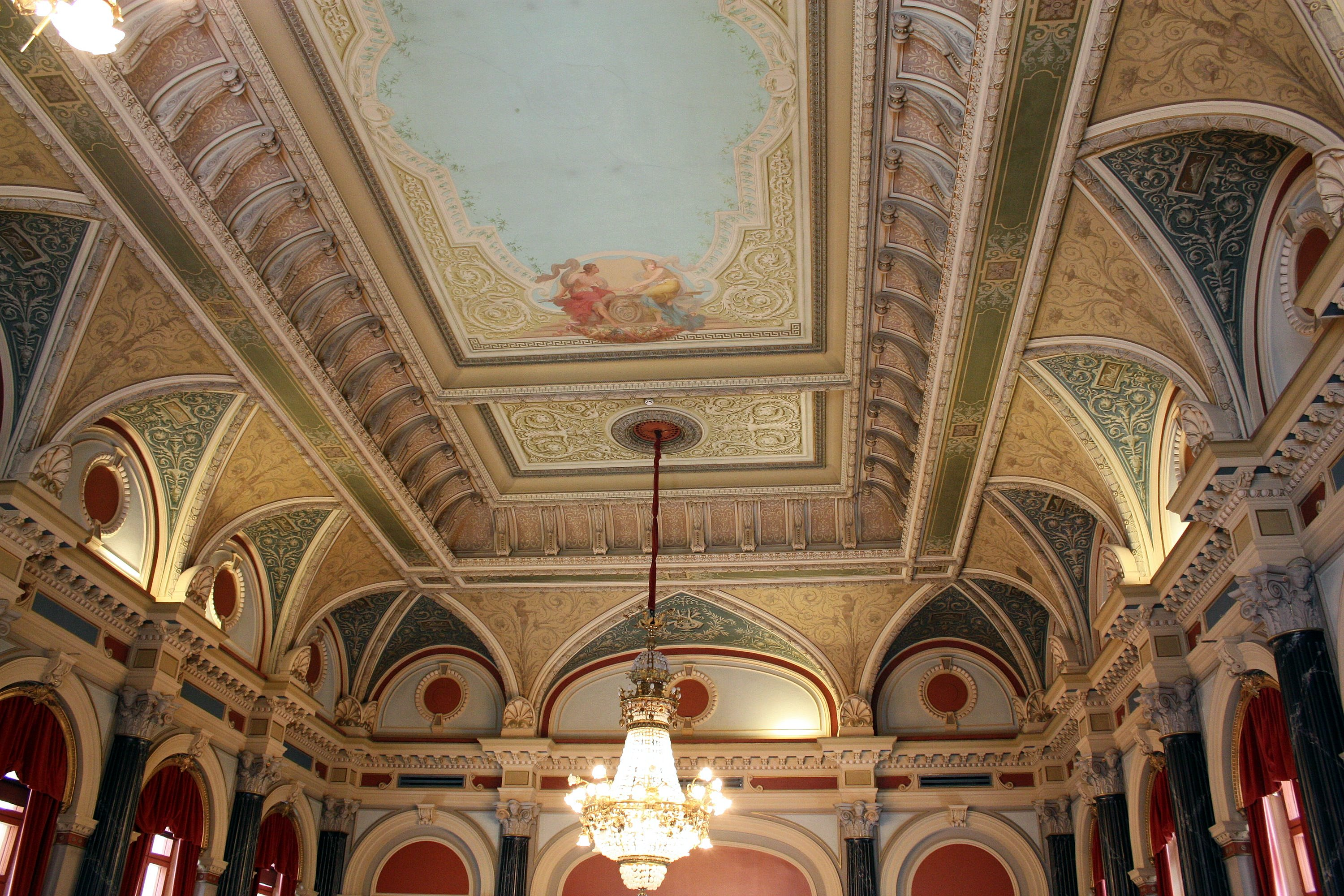
Plafond de la salle des fêtes.
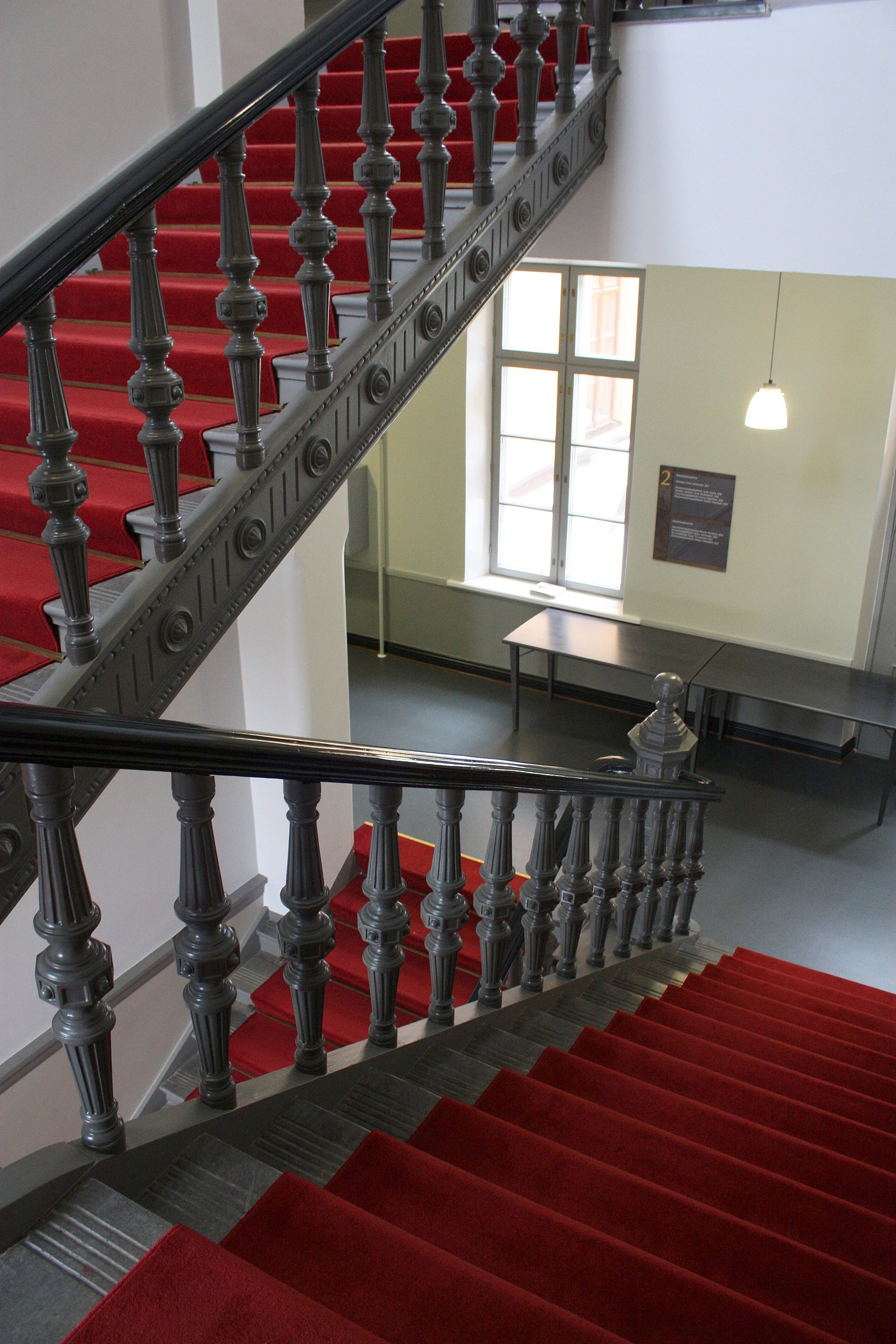
Un escalier.